# Vlastní Čína

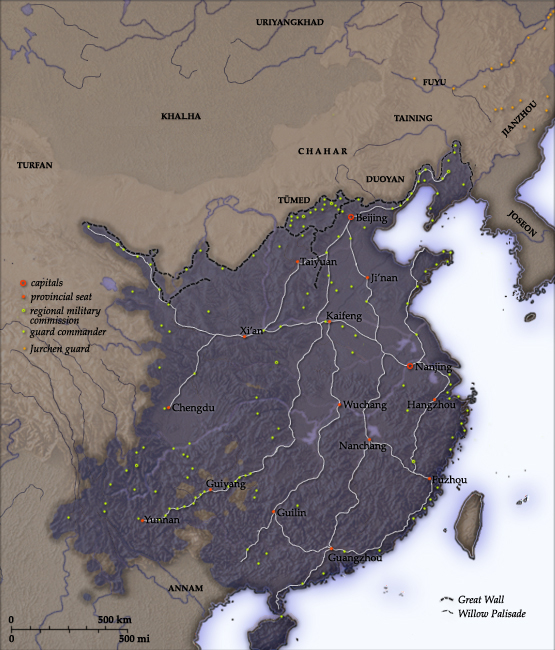
Přibližný rozsah vlastní Číny během pozdní Dynastie Ming, poslední chanské dynastie v Číně

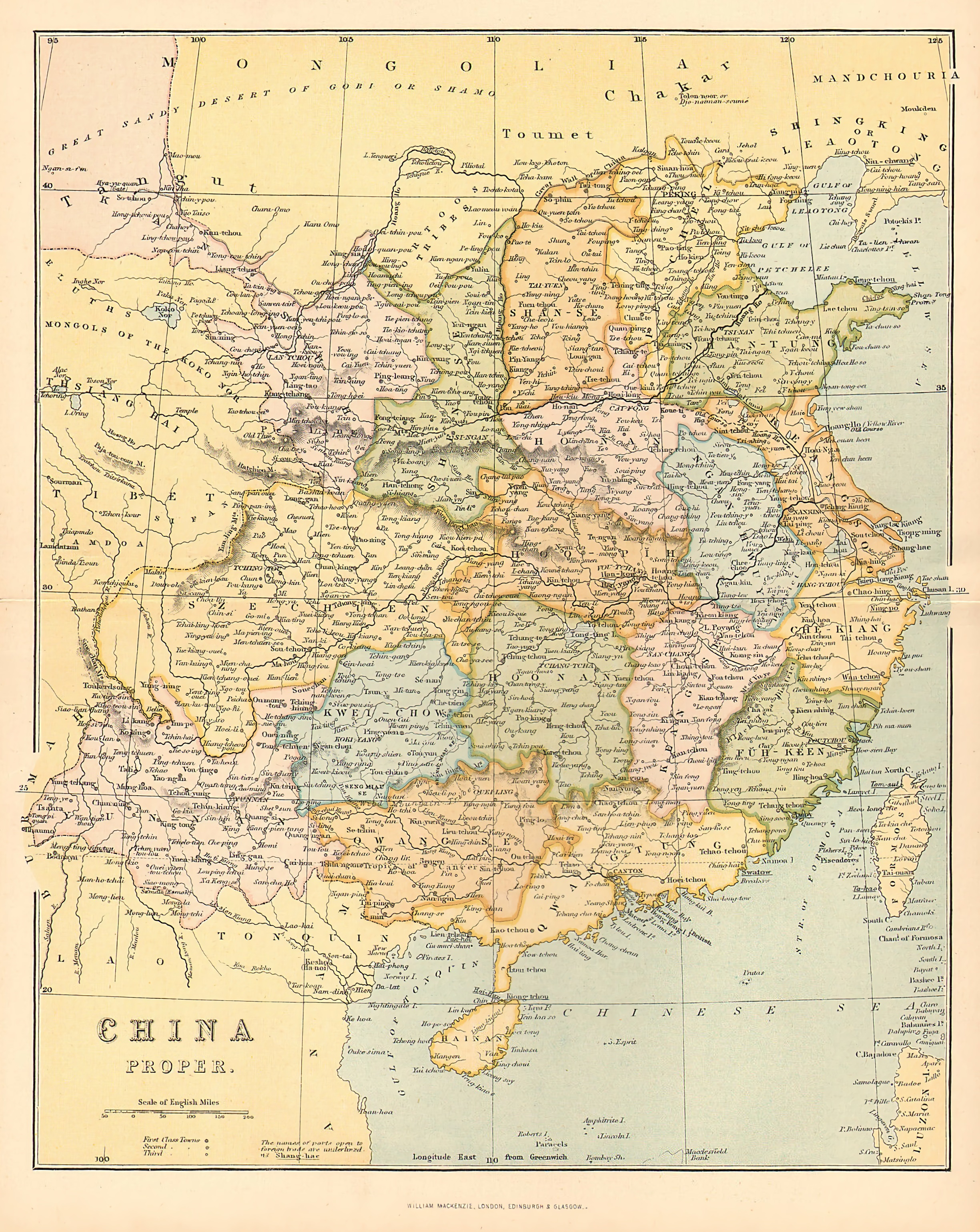
18 provincií vlastní Číny v roce 1875, před vydělením Tchaj-wanu z provincie Fu-ťien a jeho anexí Japonskem v roce 1895

Vlastní Čína, vnitřní Čína či „osmnáct provincií“ je označení té části Číny, ve které tradičně tvořili většinu obyvatelstva Chanové. Do vlastní Číny nepatří Čínský Turkestán, Mandžusko, Tibet a Vnitřní Mongolsko.
V tomto rozsahu je Čína vyznačena na velké vložené mapě Asie vydané v srpnu 1949 československým Ministerstvem informací a osvěty v rámci publikace Ženy Asie a Afriky v boji za mír a svobodu, na které je jako Čína označeno pouze území vlastní Číny, přičemž jsou v ní vedle Číny zakresleny na území dnešní ČLR další čtyři samostatné země: Mandžusko, Vnitřní Mongolsko, Sinkiang a Tibet. Mapa dále obsahuje jako další samostatnou zemi i Mongolsko. Námořní hranice na jihu je na mapě vedena hned za ostrovem Chaj-nan a nezahrnuje tedy Paracelské a Spratlyho ostrovy.
V Číně je tento termín vnímán jako kontroverzní.